# 地鳴 (歌曲)
〈地鳴〉（英語："The Rumbling"）是日本樂團SiM的第14首單曲暨第7首數位發行單曲，分別於2022年1月10日和2022年2月7日由波麗佳音發行電視版和完整版，為電視動畫《進擊的巨人》最終季第二部分的片頭曲。

## 背景與發行
〈地鳴〉為SiM轉籍至波麗佳音的第一首單曲，是他們繼〈在你心中的惡魔〉（"Devil in Your Heart"）後時隔兩年發行的首張單曲，同時也是電視動畫《進擊的巨人》最終季第二部分的片頭曲。《地鳴》的發行日期並未提前公佈，電視版此前已在2022年1月9日（即動畫第一話播出的當天）暗中釋出，而完整版則在隨後的2月7日正式發行。

## 作曲與作詞
〈地鳴〉完全由英文寫成，為145 BPM的F小調4/4拍，並由SiM的主唱親自為這首特為《進擊的巨人》最終季第二部分而設的歌曲作詞。Music Talkers的尼古拉斯·戈蒂特（Nicholas Gaudet）形容〈地鳴〉是一首帶有力量金屬和沉重弦樂元素的金屬蕊歌曲，且是《進擊的巨人》開播以來最激烈的主題曲。

## 排行榜成績
〈地鳴〉為SiM目前最成功的商業歌曲，其電視版初次登場於英國官方榜单公司搖滾金屬單曲榜（Rock & Metal Singles）的第23名。在美國，歌曲以160萬次串流點聽和600次下載量初登場於《告示牌》熱門硬式搖滾歌曲榜（Hot Hard Rock Songs）季軍、數位硬式搖滾歌曲銷售榜（Hard Rock Digital Song Sales）第15名和熱門搖滾與另類歌曲榜的第30名。隔週，歌曲以210萬串流播放和500次下載登上硬式搖滾串流榜（Hard Rock Streaming Song）第18名、熱門搖滾與另類歌曲榜第23名和熱門硬式搖滾歌曲榜冠軍。
在完整版發行後的首週，〈地鳴〉再次登上硬式搖滾歌曲串流銷售榜榜單，並一口氣空降亞軍，僅次於搖滾小子的〈我們人民〉（"We The People"），此外也收獲告示牌榜外單曲榜的第5名與全球二百大單曲榜的第92名。日本方面，〈地鳴〉在日本百强单曲榜取得第67名，並以8,065次首週下載數取得Oricon數位單曲榜的第5名。
| 排行榜（2022）                         | 最高位 |
| -------------------------------------- | ------ |
| 公告牌全球二百强单曲榜（《公告牌》）   | 92     |
| 匈牙利（四十強單曲榜）                 | 28     |
| 日本（日本百强单曲榜）                 | 67     |
| 英國搖滾金屬單曲榜（OCC）              | 23     |
| 美國告示牌榜外單曲榜（《公告牌》）     | 5      |
| 美國熱門搖滾與另類歌曲榜（《公告牌》） | 13     |

## 收錄曲目
| 〈地鳴〉（電視版） | 〈地鳴〉（電視版） | 〈地鳴〉（電視版） |
| 曲序               | 曲目               | 时长               |
| ------------------ | ------------------ | ------------------ |
| 1.                 | 〈地鳴〉（電視版） | 1:30               |

| 〈地鳴〉（完整版） | 〈地鳴〉（完整版） | 〈地鳴〉（完整版） |
| 曲序               | 曲目               | 时长               |
| ------------------ | ------------------ | ------------------ |
| 1.                 | 〈地鳴〉           | 3:40               |

## 外部連結
- 官方网站
- 波麗佳音官方播送網站
  - 電視版 （页面存档备份，存于）
  - 完整版本 （页面存档备份，存于）